# Обресков, Александр Михайлович
Александр Михайлович Обресков (1789 — 26 августа (7 сентября) 1885) — русский дипломат из рода Обресковых, посланник в Штутгарте и Турине. Закончил свою карьеру сенатором в чине тайного советника.

## Биография
Второй сын сенатора Михаила Алексеевича Обрескова (1764—1842) от брака его с Екатериной Александровны Талызиной (1772—1803). По отцу внук видного русского дипломата А. В. Обрескова, по матери — екатерининского вельможи А. Ф. Талызина. Братья — Дмитрий и Николай Обресковы.
Службу начал в 1804 году юнкером в Коллегии иностранных дел. В 1811 году в чине титулярного советника состоял при русской миссии в Вюртемберге. В том же году получил звание камер-юнкера. В 1813 году был переведен в Константинополь. В 1815 году был причислен секретарем к миссии в Тоскане.
После объединения миссий в 1817 году исполнял ту же должность в Риме, где одно время считался (вероятным) женихом графини Е. Ф. Тизенгаузен. С 1818 года состоял сверх штата при Венском посольстве, с 1820 года — советник посольства. В 1821 году был пожалован в камергеры и с 18 сентября по 22 ноября 1822 года исправлял должность поверенного в делах России в Вене. В 1825 году был командирован в Мекленбург-Шверин и Ангальт-Цербст с извещением о вступлении на престол императора Николая I. После возвращения в Петербург был назначен членом только учреждённой комиссии для рассмотрения всех поступавших в Министерство иностранных дел жалоб на Оттоманскую Порту. В декабре 1826 года был произведён в действительные статские советники.
В апреле 1827 года был назначен в Отдельный Кавказский корпус И. Ф. Паскевича начальником канцелярии по внешним сношениям и вторым, после И. Ф. Паскевича, представителем императора при заключении мирного трактата с Ираном. За удачное выполнение этого важного поручения был награждён орденом Св. Анны 1-й ст. и пожалован суммой в 300 тысяч рублей. В 1829 году назначен чрезвычайным посланником и полномочным министром в Штутгарте, откуда 31 декабря 1831 года был переведён на пост чрезвычайного посланника и полномочного министра в Турине. С 17 апреля 1837 года — тайный советник. 19 апреля 1838 года был отозван из Турина и назначен не присутствующим сенатором. В этом звании Обресков пробыл недолго и 15 октября 1840 года вышел в отставку.
Обресков был дружен с Грибоедовым и вместе с женой был знаком с Пушкиным. В мае 1828 года П. А. Вяземский писал жене из Петербурга о бале у Мещерских, где были супруги Обресковы и поэт. Проживал в основном за границей, во Франции и в Италии. Умер в 96 лет в Петербурге и был похоронен там же на Новодевичьем кладбище.

## Семья

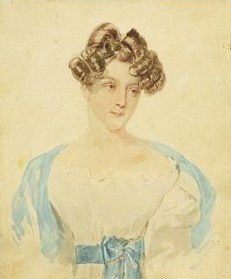
Наталья Львовна, жена

Жена (с 23 апреля 1828 года) — графиня Наталья Львовна Соллогуб (08.05.1809— ?), фрейлина двора (26.03.1826), дочь графа Л. И. Соллогуба; двоюродная сестра писателя В. А. Соллогуба и племянница князя А. М. Горчакова. Родилась в Петербурге, крещена 15 мая 1809 году в Морском Богоявленском соборе при восприемстве дяди поручика К. И. фон Остен-Сакена и тетки княжны Е. М. Горчаковой. Согласно дневнику А. В. Никитенко, была «одной из первых красавиц столицы и поистине очаровательна». В 1826 году к ней сватался полковник Эдвард Купер, но не смог добиться успеха, несмотря на поддержку всех её родственников. В марте 1827 года была помолвлена с Обресковым. Жена английского посланника леди Дисборо писала, что «избранник прелестной мисс Соллогуб беден, хил и к тому же носит искусно сделанный парик. Они плохая пара. Свет, который обсуждает все личные дела с великим упорством, очень недоволен». Венчались в Петербурге в Придворном соборе в Зимнем дворце. Поручителями были по жениху Д. М. Обресков и граф Алексей Строганов, по невесте — Д. Л. Нарышкин и граф А. И. Соллогуб.

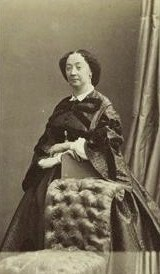
Наталья Львовна (1861)

Живя с мужем в Италии, госпожа Обрескова ссорилась с туринским двором по делу о кружевах, носить которые она не имела права по местному этикету. Этот дипломатический казус в 1838 году наделал много шуму. По существующему обычаю одна только королева и принцессы крови могли носить кружева на придворных балах и церемониях. Обрескова это знала, но тем не менее, на один прием явилась в русском придворном сарафане с кружевами. На первый раз удовлетворились ей замечанием. Но продолжая настаивать на своем, она уверяла всех, что это пожелание самого императора и отныне, не дожидаясь объявления нового регламента, русский придворно-официальный костюм обязателен при представлении к туринскому двору и что являться она будет только в этом костюме. Вследствие этого дела Обресков был отозван из Турина. Последние годы жизни почти постоянно проживала в Неаполе. Дочери её были замужем за знатными итальянцами и занимали видное положение в итальянском высшем обществе:
- Александра Александровна (27.04.1829—29.10.1900), родилась в Штутгарте, в 1851 году вышла замуж за Карла Аквавива ди Арагона[итал.] (1823—1892), графа Кастеллана (см. также Аквавива). Была талантливой художницей и музыкантом, благодаря ей г. Джулианове стал одним из самых активных интеллектуальных центров в Абруццо. Композитор Гаэтано Брага посвятил ей свой романс «Madonna Tu Ci Salve». Оставила дневник, который вела с 1859 по 1868 года на французском языке, он был лишь частично опубликован в 1885 году. Умерла в г. Джулианова.
- Дмитрий Александрович (18.03.1836— ?), родился в Швейцарии.
- Наталья Александровна (04.01.1838, Рим—23.10.1897)[9]; с 23 июня 1859 года замужем за Этторе ди Сангро, князем Стриано (1827—1890)[10]; кавалерственная дама испанского ордена Королевы Марии-Луизы.
- Ольга Александровна (05.10.1842—24.02.1904), родилась в Париже, с 15 июля 1862 года был замужем за Ландольфо Колонна (1829—1903). Проживала с мужем в Неаполе, где и умерла. Их потомки именовались князьями Стильяно.
- Софья Александровна (ум. 1854).

## Комментарии
1. ↑  Не присутствующий сенатор — почётная должность, не предполагающая выполнение каких-либо обязанностей в Сенате.